# 黒田重徳
黒田 重徳（くろだ しげのり、1887年（明治20年）10月25日 - 1954年（昭和29年）4月30日）は、大日本帝国陸軍の軍人。陸軍中将。功三級。
太平洋戦争時の第14方面軍司令官。戦後A級戦犯容疑者として逮捕された。

## 経歴
福岡県柳川市の福岡県立中学伝習館を卒業し、1909年、陸軍士官学校卒（21期）。同年12月歩兵少尉、1913年、歩兵中尉となる。1916年、陸軍大学校を卒業（28期）し歩兵第47連隊中隊長となる。1917年から1918年にかけてシベリア出兵に従軍し、大尉となる。1922年、イギリス駐在、1923年、歩兵少佐となり、翌年帰国。
1928年3月、歩兵第57連隊大隊長となり、歩兵中佐となる。1932年、歩兵大佐、歩兵第59連隊長となる。 1935年、インド駐在武官、1937年、少将となり帰国。1938年、第4独立守備隊司令官となり、1939年、中将、第26師団長となる。
1941年、太平洋戦争開戦当時は東京にある陸軍の教育総監部の本部長をしていた。1942年7月、シンガポール陥落の後、南方軍（総軍）の総参謀長、幕僚長となり、1943年5月19日、南方軍隷下第14軍（比島方面を作戦地域とした）司令官となる。
東條英機が約束していたフィリピンの（大東亜共栄圏内での）独立準備を行う。有力者の協力の下、フィリピンの憲法をつくり、ホセ・ラウレルを大統領にし、日本による軍政を表向き撤廃し、同年10月14日、独立させる（フィリピン第二共和国）。
1944年7月、対米軍侵攻のため方面軍に改編昇格した第14方面軍司令官となるが、9月21日、マニラ市とその周辺ルソン島が、はじめて米軍機による空襲を受けたことを機に、9月26日付けで罷免される。同年10月に帰国し、12月、予備役編入。 
1945年9月、A級戦犯容疑者として逮捕され横浜刑務所に収監されたが、1947年10月、フィリピン共和国に連行され、司令官時代のフィリピンにおける部下の残虐行為の罪を問われ、1949年7月、B級戦犯としてマニラ軍事裁判で終身刑の判決を受けた。
1951年10月23日、エルピディオ・キリノ大統領の特赦をもらい仮釈放され、翌52年2月、帰国した。

## 栄典
位階
- 1910年（明治43年）2月21日 - 正八位[2]
- 1913年（大正2年）4月21日 - 従七位[3]
- 1918年（大正7年）5月20日 - 正七位[4]
- 1923年（大正12年）7月31日 - 従六位[5]
- 1928年（昭和3年）9月1日 - 正六位[6]
- 1932年（昭和7年）9月1日 - 従五位[7]
- 1937年（昭和12年）5月1日 - 正五位[8]
- 1944年（昭和19年）12月27日 - 従三位

勲章等
- 勲一等
- 功三級

外国勲章佩用允許
- 1942年（昭和17年）7月6日 - 満州国：勲一位景雲章[9]